# Premio Prudenci Bertrana
El Premio Prudenci Bertrana es un galardón literario que cada año, desde 1968, concede la Fundación Prudenci Bertrana de Gerona a una novela escrita en lengua catalana, en honor al escritor catalán Prudenci Bertrana, dentro de los Premios Literarios de Gerona. El premio, dotado con 42.000 euros de premio, es uno de los más prestigiosos y cuantiosos de la literatura en catalán. La obra ganadora es publicada por la Editorial Columna.
El premio es concedido en un acto social que tiene lugar en el Parque de la Dehesa de Gerona, durante el mes de septiembre de cada año.
Durante la ceremonia también se hacen entrega de otros premios literarios concedidos por la Fundación Prudenci Bertrana: el Premio Miquel de Palol de poesía, concebido por primera vez en 1978, el Premio Carles Rahola de ensayo (1980), el Premio Ramón Muntaner de literatura juvenil (1986), el Premio Cerverí de letra de canción (1996) y el Premio Lletra de webs en lengua catalana (2001).
El conjunto de todos estos premios reciben el nombre de Premios Literarios de Gerona.

## Historial
| Edición | Año  | Obra ganadora                                | Autor                          |
| ------- | ---- | -------------------------------------------- | ------------------------------ |
| 56a     | 2023 | L'any que vaig estimar Ava Gardner           | Jordi Solé i Comas             |
| 55a     | 2022 | El fabricant de records                      | Martí Gironell                 |
| 54a     | 2021 | Amor a l’art                                 | Tània Juste                    |
| 53a     | 2020 | Ànima de tramuntana                          | Núria Esponellà                |
| 52a     | 2019 | La memòria de l'aigua                        | Montse Barderi                 |
| 51a     | 2018 | El far                                       | Maria Carme Roca               |
| 50a     | 2017 | Melissa i Nicole                             | David Nel·lo                   |
| 49a     | 2016 | I ens vam menjar el món                      | Xevi Sala Puig                 |
| 48a     | 2015 | La Bíblia andorrana                          | Albert Villaró                 |
| 47a     | 2014 | El dia que vaig fer vuit anys                | Antoni Pladevall               |
| 46a     | 2013 | Faré tot el que tu vulguis                   | Iolanda Batallé                |
| 45a     | 2012 | La néta d'Adam                               | Patrícia Gabancho              |
| 44a     | 2011 | El món gira                                  | David Cirici                   |
| 43a     | 2010 | El secret del meu turbant                    | Agnès Rotger y Nadia Ghulam    |
| 42a     | 2009 | L'home dels pijames de seda                  | Màrius Carol                   |
| 41a     | 2008 | Petons de diumenge                           | Silvia Soler                   |
| 40a     | 2007 | ---                                          | desierto                       |
| 39a     | 2006 | Inquisitio                                   | Alfred Bosch                   |
| 38a     | 2005 | País Intim                                   | María Barbal                   |
| 37a     | 2004 | ---                                          | Desierto                       |
| 36a     | 2003 | L'home que va estimar Natàlia Vidal          | Julià de Jòdar                 |
| 35a     | 2002 | Matèria fràgil                               | Jordi Arbonès                  |
| 34a     | 2001 | La ciutat del fum                            | Vicenç Villatoro               |
| 33a     | 2000 | La felicitat                                 | Lluís-Anton Baulenas i Setó    |
| 32a     | 1999 | El secret de Goethe                          | Martí Domínguez                |
| 31a     | 1998 | Com unes vacances                            | Imma Monsó                     |
| 30a     | 1997 | Ulises a alta mar                            | Baltasar Porcel                |
| 29a     | 1996 | El camí de Vincennes                         | Antoni Marí                    |
| 28a     | 1995 | La passió segons Renée Vivien                | Maria Mercè Marçal             |
| 27a     | 1994 | Les hores detingudes                         | Ramon Solsona                  |
| 26a     | 1993 | L'instint                                    | Sergi Pàmies                   |
| 25a     | 1992 | Senyoria                                     | Jaume Cabré                    |
| 24a     | 1991 | Joana E.                                     | Maria Antònia Oliver           |
| 23a     | 1990 | Ofidi                                        | Josep Lozano                   |
| 22a     | 1989 | La dona sense atributs                       | Jaume Melendres y Joan Abellan |
| 21a     | 1988 | ---                                          | Desierto                       |
| 20a     | 1987 | ---                                          | Desierto                       |
| 19a     | 1986 | Hotel África                                 | Ferran Cremades                |
| 18a     | 1985 | ---                                          | Desierto                       |
| 17a     | 1984 | Cambra de bany                               | Joaquim Soler                  |
| 16a     | 1983 | Fra Junoy o l'agonia dels sons               | Jaume Cabré                    |
| 15a     | 1982 | Biografía de J. L.                           | Josep Lluís Seguí              |
| 14a     | 1981 | Cercamon                                     | Lluís Racionero                |
| 13a     | 1980 | Una primavera per a Domenico Guarini         | Carme Riera                    |
| 12a     | 1979 | ---                                          | Desierto                       |
| 11a     | 1978 | L'anarquista nu                              | Lluís Fernández                |
| 10a     | 1977 | Dies d'ira a l'illa                          | Antoni-Lluc Ferrer             |
| 9a      | 1976 | L'udol del griso al caire de les clavegueres | Quim Monzó                     |
| 8a      | 1975 | Cavalls cap a la fosca                       | Baltasar Porcel                |
| 7a      | 1974 | ----                                         | Desierto                       |
| 6a      | 1973 | L'adolescent de sal                          | Biel Mesquida                  |
| 5a      | 1972 | Oferiu flors als rebels que fracassaren      | Oriol Pi de Cabanyes           |
| 4a      | 1971 | Siro o la increada consciència de la raça    | Terenci Moix                   |
| 3a      | 1970 | Amb permís de l'enterramorts                 | Vicenç Riera Llorca            |
| 2a      | 1969 | Prohibida l'evasió                           | Avel·lí Artís-Gener            |
| 1a      | 1968 | Estat d'excepció                             | Manuel de Pedrolo              |